# Čeng Che
Čeng Che (čínsky pchin-jinem Zhèng Hé, znaky zjednodušené 郑和, tradiční 鄭和; 1371–1433/1435), byl čínský cestovatel, admirál a diplomat. Na dvoře Jung-leho, císaře říše Ming, se vypracoval mezi nejpřednější eunuchy. V letech 1405 až 1433 vedl z pověření císařů Jung-leho a Süan-teho sedm rozsáhlých diplomaticko-obchodních námořních expedic vypravených ke státům jihovýchodní Asie, Indie, Arabského poloostrova a východní Afriky.
Čínské soukromé obchodní lodě se pohybovaly mezi jižní Čínou a jihovýchodní Asií prakticky nepřetržitě od dob dynastie Sung, a za mongolské dynastie Jüan probíhaly i vojensko-diplomatické expedice do zemí jihovýchodní Asie a dokonce na Cejlon. Ovšem rozměry Čeng Cheova loďstva i význam přikládaný císařem Jung-lem Čeng Cheovým plavbám byly bezprecedentní. Tyto výpravy, byť formálně a na krátkou dobu několika desetiletí, uvedly mnoho států Malajského poloostrova, Indonésie, Cejlonu a jižní Indie do závislého postavení vůči mingské Číně a přinesly do Číny nové informace o národech sídlících na březích Indického oceánu. Osudy Malajského poloostrova, Sumatry a Jávy výpravy ovlivnily dlouhodobě, oživení styků Číny s jihovýchodní Asií přispělo k emigraci Číňanů do těchto regionů a posílení vlivu čínské kultury v nich.
Dokonce i za vlády hlavního zastánce výprav, císaře Jung-le, byly expedice ostře kritizovány mnohými konfuciánskými vzdělanci a úředníky, považujícími je za nepotřebný a drahý císařský rozmar. Po smrti Čeng Chea a císaře Süan-te (vnuka Jung-leho) tyto izolacionistické názory převládly na všech úrovních vlády mingské Číny. Výsledkem bylo přerušení státních námořních výprav. Většina informací o loďstvu Čeng Chea a výsledcích plaveb byla zničena nebo ztracena. Oficiální Dějiny Mingů, zkompilované v 17. až 18. století za vlády následující dynastie Čching, se postavily k výpravám kriticky, ale pro mnoho lidí v Číně a zvláště v čínských koloniích vzniklých v jihovýchodní Asii zůstal admirál-eunuch národním hrdinou.
Začátkem 20. století, v souvislosti s rozmachem hnutí za osvobození Číny od závislosti na cizincích, dosažené i pomocí námořní síly, obraz Čeng Chea stojícího v čele mocného loďstva získal novou popularitu. V současné Čínské lidové republice je Čeng Che považován za jednu z vynikajících osobností čínské historie a jeho plavby, obvykle vnímané jako ukázka mírové zahraniční politiky Číny, jsou kladeny do kontrastu k dobyvačným expedicím evropských kolonizátorů 16. až 19. století.

## Život

### Původ

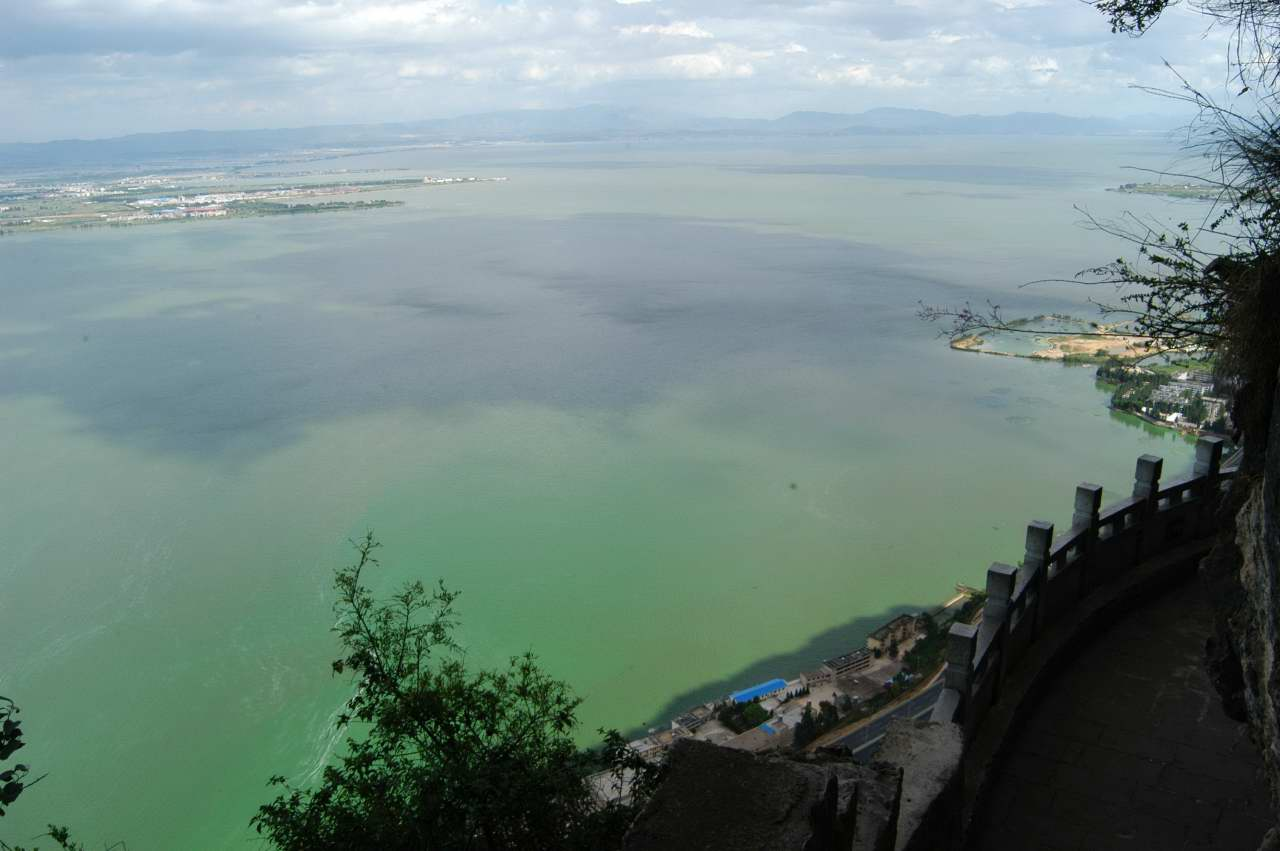
Dětství budoucí mořeplavec prožil v Kchun-jangu (dnes okres Ťin-ning), nedaleko od jezera Tien-čch’

Při narození dostal budoucí mořeplavec jméno Ma Che (čínsky pchin-jinem Mǎ Hé, znaky 馬和). Narodil se ve vesnici Che-taj v okresu Kchun-jang do muslimské rodiny. Okres Kchun-jang ležel ve střední části čínské provincie Jün-nan u jižního břehu jezera Tien-čch’. V blízkosti severního konce jezera se nalézá jünnanské hlavní město Kchun-ming.
Rodina Ma pocházela z takzvaných Se-mu – původně obyvatel střední Asie, kteří přišli do Číny za vlády mongolské dynastie Jüan, aby zaujali různá místa v jüanské státní správě. Většina Se-muů, včetně předků Čeng-chea, byli muslimové. I samo příjmení Ma je považováno za čínskou zkrácenou verzi jména Muhammad. Po vyhnání jüanské vlády z Číny a ustavení říše Ming se potomci Se-muů v čínském prostředí asimilovali, především mezi čínskojazyčné muslimy – Chueje.
O rodičích Ma Chea není mnoho známo; téměř vše, co o nich víme, vyvozujeme z textu na stéle, vztyčené k jejich poctě roku 1405 na příkaz samotného admirála. Otec budoucího mořeplavce byl známý jako hadži Ma (1345–1381/82), na počest jím uskutečněného hadždže, poutě do Mekky; jeho manželka nosila příjmení Wen (温). Měli šest dětí: čtyři dcery a dva syny – starší se jmenoval Ma Wen-ming, mladší Ma Che.
Není jisté, jakými cestami se předkové Čeng Chea dostali do Číny. Podle rodinné tradice otec hadžiho Ma (tj. děd budoucího admirála), také známý jako hadži Ma, byl vnukem bucharského rodáka Sajída Adžalla Šams al-Dín Omara, jednoho z vojevůdců chána Chubilaje, který v chánových službách dobyl Jün-nan a byl pověřen jeho správou. Toto podání nelze nezávisle potvrdit, nicméně je pravděpodobné, že předkové rodiny Ma skutečně přišli do Jün-nanu s Mongoly.
Čeng Che stejně jako jeho předkové vyznával islám a, podle některých názorů, se přimlouval za své souvěrce. V počátcích vlády mingské dynastie totiž úřady k muslimům přistupovaly podezřívavě. Důvodem bylo, že za mongolské vlády Se-muové obsazovali úřednické posty ve státní správě, mnohdy výběrčích daní. Při vší své věrnosti islámu se Čeng Che choval uctivě k jiným vírám. A to jak k taoismu, tak k buddhismu. Měl dokonce buddhistickou přezdívku San-pao („Tři drahokamy“) a v případě potřeby se účastnil buddhistických obřadů. Jeho muslimská víra hrála pravděpodobně roli v rozhodnutí jmenovat ho admirálem „Zlatého loďstva“, protože měl mimo jiné za úkol návštěvu muslimských zemí v Arábii a Africe.

### Příchod do služby kČu Timu a vojenská kariéra
Roku 1368 byla čínskými protimongolskými povstalci ustavena říše Ming a mongolská vláda nad Čínou svržena. Horská provincie Jün-nan na dalekém jihozápadě Číny ale zůstala ještě několik let pod mongolskou vládou. Není známo, zda hadži Ma bojoval na straně promongolských loajalistů během dobývání Jün-nanu Číňany, nicméně během bojů, roku 1382, zemřel. Jeho mladší syn Ma Che padl do zajetí a byl poslán do služby v domácnosti Ču Tiho, čtvrtého syna mingského císaře Chung-wua (vládl 1368–1398).
O tři roky později, roku 1385, mladíka vykastrovali a stal se jedním z eunuchů v pekingském paláci Ču Tiho, tehdy knížete z Jen. Mladý eunuch dostal jméno San-pao (Sānbǎo, 三保, doslova „tři drahokamy“, to jest tři zvolání pronášená při buddhistických obřadech) a stal se pak všeobecně známým jako San-pao tchaj-ťien, tj. „Eunuch se třemi poklady“. V pekingském paláci měl San-pao možnost získat lepší vzdělání, než by získal v Nankingu na císařském dvoře. Císař Chung-wu totiž k eunuchům cítil silnou nedůvěru, proto se snažil maximálně omezit jejich vzdělání a pokud možno ani je neučit čtení a psaní.
Ču Ti ze svého pekingského sídla velel silným vojenským jednotkám a vedl boj s Mongoly na severovýchodní hranici Číny. Bojů, mimo jiné i velkého tažení proti mongolskému vůdci Nagačuovi v letech 1386–1387, se zúčastnil i San-pao. V taženích 90. let se ukázal v dobrém světle.
První mingský císař Chung-wu jmenoval korunním princem svého nejstaršího syna Ču Piaa, ale ten zemřel ještě za života svého otce. Císař poté vybral za následníka trůnu Ču Piaova mladého syna Ču Jün-wena, třebaže tím opominul Ču Piaovy mladší bratry, z nich Ču Ti se pokládal za vhodnějšího nástupce Chung-wua. Ču Jün-wen po nástupu na trůn roku 1398, v obavě z moci svých strýců, je začal postupně zbavovat moci. Brzy se mezi mladým císařem v Nankingu a jeho strýcem v Pekingu rozhořela občanská válka (kampaň ťing-nan). Vzhledem k tomu, že nový císař zakazoval eunuchům účastnit se řízení země, mnozí z nich v občanské válce podpořili Ču Tiho. Ten naopak oceňoval jejich služby, dovolil jim účastnit se řešení politických problémů a umožnil jim vzestup k nejvyšším politickým postům, což bylo výhodné i pro San-paoa. Mladý eunuch se vyznamenal jak při obraně Pekingu roku 1399, tak při dobytí Nankingu roku 1402, kdy byl jedním z velitelů stojících v čele útočících vojsk. Po porážce svého synovce se Ču Ti 17. července 1402 stal císařem a od nového roku vyhlásil éru Jung-le. Ma Che v novém režimu postoupil mezi nejvýznamnější eunuchy, když převzal zodpovědnost za stavební práce v nankingském Zakázaném městě i císařských mauzoleích, a také za dodávky dřeva, kovů a nářadí pro potřeby císařského dvora.
Na čínský nový rok 1404 císař ocenil věrnou službu Ma Chea udělením nového příjmení Čeng. Příjmení připomínalo událost prvních dnů povstání, kdy byl Ma Cheův kůň zabit v městečku Čeng-lun-pa nedaleko Pekingu.
Na jaře roku 1404 právě přejmenovaný Čeng Che řídil výstavbu loďstva určeného pro boj s japonskými piráty. Poté velel úspěšným protipirátským námořním operacím, přičemž dokonce navštívil Japonsko kvůli rozhovorům s představiteli ašikagského šógunátu o společném boji s piráty.

### Sedm námořních výprav Čeng Chea

Čeng Cheova sedmá plavba (1431–1433). Tučně je vyznačena trasa hlavního loďstva. Místa navštívená čínským loďstvem při Čeng Cheových sedmi plavbách jsou označena červeně.

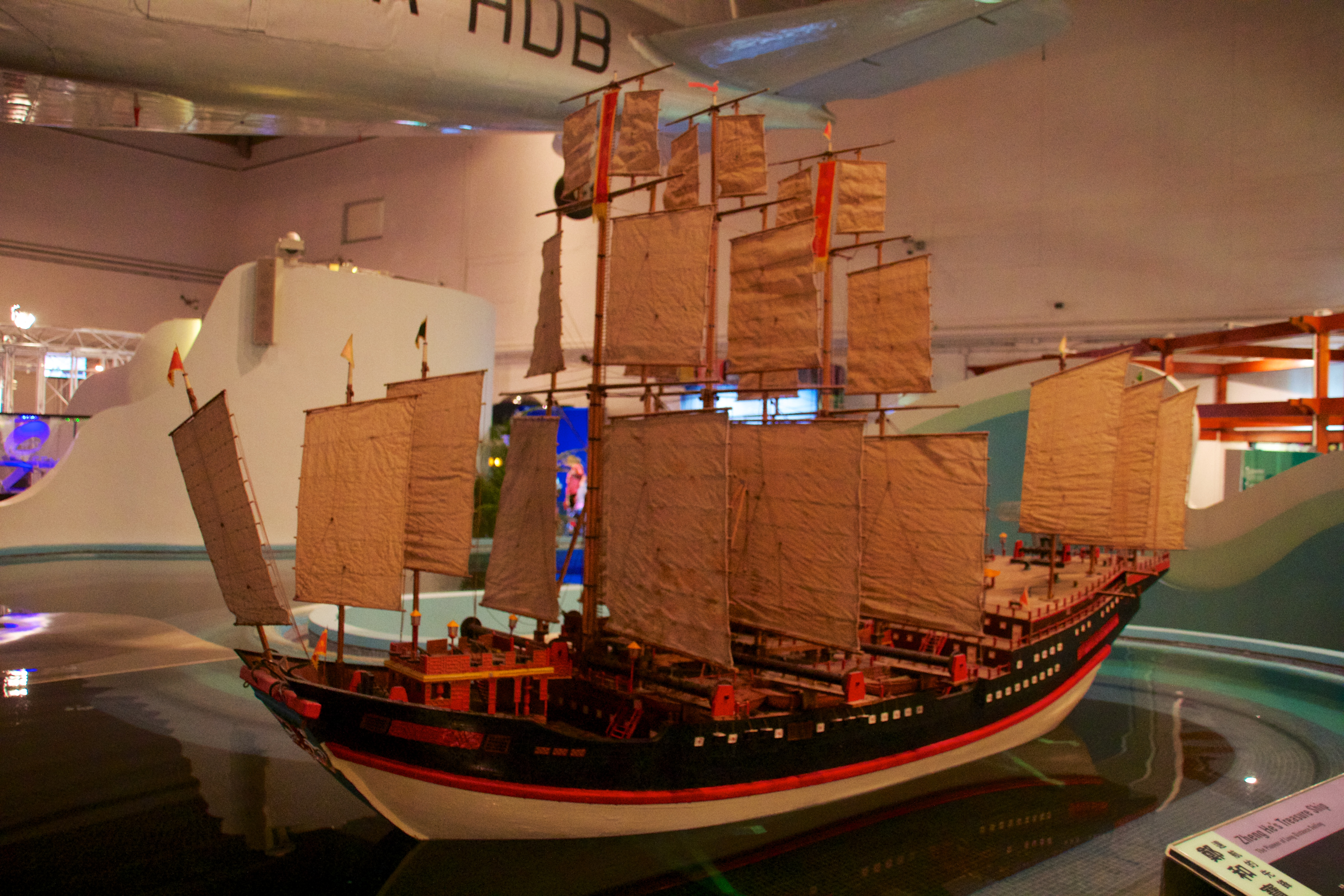
Model Čeng Cheovy „lodi pokladů“, Hong Kong Science Museum

Poté, co Čeng Che za svoje zásluhy získal nejvyšší eunušskou hodnost tchaj-ťien (太监, volně „velký ředitel“), odpovídající 4. hodnosti úřednické hierarchie, císař Jung-le rozhodl, že se lépe než ostatní hodí na roli admirála loďstva a postavil ho do čela téměř všech námořních výprav do jihovýchodní Asie a Indického oceánu uskutečněných v letech 1405–1433; současně ho povýšil do 3. hodnosti. Loďstvo Čeng Chea sestávalo zřejmě z asi dvou set padesáti lodí obsluhovaných okolo 27 tisíci mužů posádky. Největší z jeho lodí byly, lze-li věřit oficiálním Dějinám Mingů, největšími kdy existujícími dřevěnými plachetními loděmi. Takzvané „lodě pokladů“ (pao-čchüan, 宝船) údajně měřily kolem 130 m na délku, více než 50 metrů na šířku, nesly devět stěžňů a jejich výtlak je odhadován na nejméně 19 tisíc tun.
Plavby sloužily především diplomatickým účelům – totiž posílení prestiže mingských císařů ve světě, který podle čínských představ alespoň teoreticky celý císařově autoritě podléhal, a jako důkaz mingské moci. Loďstvo vedené Čeng Cheem navštívilo více než 56 zemí a významných měst jihovýchodní Asie a pobřeží Indického oceánu. Čínské koráby dopluly ke břehům Arábie a východní Afriky.
První plavba Čeng Chea proběhla v letech 1405–1407 na trase Nanking – břehy Čampy – Jáva – severozápadní Sumatra – Malacký průliv – Cejlon. Potom loďstvo obeplulo jižní cíp Indického poloostrova a doplulo do obchodních měst malabárského pobřeží, včetně Kalikatu, nejdůležitějšího přístavu jihoindického pobřeží. Víceméně stejné byly trasy druhé (1407–1409) a třetí (1409–1411) výpravy. Čtvrtá (1413–1415), pátá (1417–1419), šestá (1421–1422) a sedmá (1431–1433) výprava dorazily do Hormuzu, k africkým břehům v oblasti dnešního Somálska a do Rudého moře.
Mořeplavci vedli podrobné a přesné zápisy o viděném a sestavovali mapy. V nich zaznamenávali místa zastávek a dobu pobytu, rozložení útesů a mělčin. Sestavili popisy zámořských zemí a měst, jejich politických poměrů, podnebí, místních obyčejů a legend. Čeng Che předával místním vládám pozdravy císaře, přesvědčoval je k uznání čínské svrchovanosti, zaslání tributu čínskému císaři a obchodoval.
V zájmu dosažení určených cílů neváhali Číňané sáhnout k ozbrojené síle. Například po příjezdu na ostrov Cejlon během první expedice roku 1405 Čeng Che požadoval, z rozkazu císaře, vydání svatých buddhistických relikvií – Buddhových zubů, vlasů a misky pro almužnu, které byly důležitými relikviemi a atributy moci sinhálských panovníků ostrova. Byl odmítnut, ale roku 1411 se vrátil, s oddílem 3000 mužů vpadl do hlavního města, zajal panovníka Vira Alakešvaru i s příbuznými a odvezl je do Číny. Během návštěvy sultanátu Samudera Pasai na severu Sumatry, zřejmě na zpáteční cestě z Hormuzu do Číny během čtvrté plavby, se Čeng Che zapletl do boje o moc mezi tamním vladařem Zajn al-Abidínem, uznaným Čínou, a jeho soupeřem Sekanderem. Čínské loďstvo přivezlo jménem císaře dary Zajn al-Abidínovi, ale ne Sekanderovi, který s hněvem Číňany napadl. Čeng Che dokázal obrátit situaci ve svůj prospěch, rozbil Sekanderovo vojsko, jeho samotného zajal a odvezl do Číny.
Po smrti císaře Jung-le byly mezi lety 1424 a 1431 námořní expedice pozastaveny, Čeng Che tehdy sloužil jako velitel nankingské posádky. Během poslední, sedmé, výpravy bylo Čeng Cheovi 60 let. Nenavštívil osobně všechny země, do kterých dopluly čínské koráby a vrátil se do Číny už roku 1433, následující rok samostatné eskadry vedené jeho pomocníky ještě navštívily Mekku, Sumatru a Jávu.
Expedice Čeng Chea přispěly ke kulturním stykům afrických a asijských zemí s Čínou a podpořily obchod mezi nimi. Čeng Cheovi pomocníci, Ma Chuan, Fej Sin a Kung Čen, sestavili podrobné popisy navštívených zemí a měst. Také vznikly podrobné Mapy námořních cest Čeng Chea (Čeng Che chang–chaj–tchu).
Na základě materiálů a zpráv sebraných účastníky námořních expedic Čeng Chea roku 1597 Luo Mao-teng napsal román Plavby Čeng Chea do Západního oceánu (San-pao tchaj-ťien sia-si-jang, 三保太監下西洋). Román obsahuje mnoho fantastického, nicméně v některých popisech autor využíval díla Čeng Cheových spolupracovníků.
V Dějinách Mingů jsou námořní expedice Čeng Chea vysoce hodnoceny: V letopisech je psáno, že plavby eunucha San-pao do západních moří byly nejvýznamnější událostí počátků říše Ming.

### Admirálova smrt

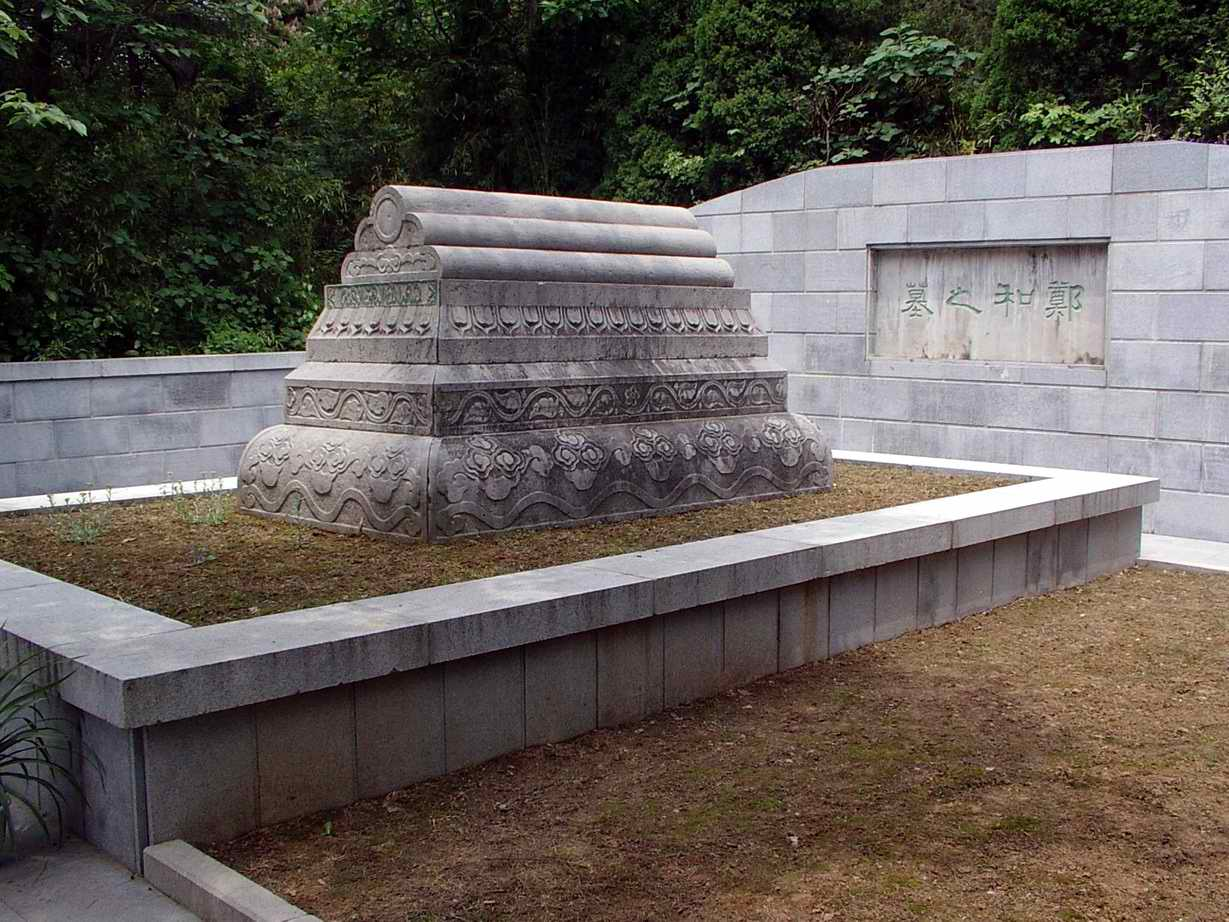
Čeng Cheův kenotaf na pahorku Niou-šou u Nankingu

Podle tradice rodiny Čeng Chea admirál zemřel během sedmé expedice na zpáteční cestě do Číny, tedy roku 1433, a byl pochován do moře. Boty a pramen vlasů admirála (podle jiné verze oděv a pokrývka hlavy) byly dopraveny do Nankingu a pochovány blízko buddhistického chrámu.
V dochovaných historických zápisech nejsou žádné informace o činnosti Čeng Chea po sedmé výpravě, a tak většina historiků má tendenci souhlasit s verzí jeho příbuzných. Nicméně čínský historik Sü Jü-chu (徐玉虎) ve své biografii Čeng Chea vyslovil předpoklad, vycházející z analýzy kádrových pohybů ve státním aparátu říše Ming, že se admirál v pořádku vrátil do Nankingu, strávil na postu vojenského velitele Nankingu a velitele loďstva ještě dva roky a zemřel až v roce 1435. Podobného náhledu se přidržel i ruský historik Bokščanin.
Na jižních svazích pahorku Niou-šou u Nankingu byl pro admirála postaven muslimský náhrobek. Ale, podle vyprávění místních obyvatel, když roku 1962 hledači pokladů rozkopali mohylu při hledání cenností, nenašli ani ostatky, ani nic jiného. Roku 1985, k 580. výročí první výpravy, byl náhrobek obnoven.
Během stavebních prací na sousedním pahorku Cu-tchang-šan (祖堂山) byla 18. června 2010 objevena ještě jedna raně mingská mohyla, také prohlášená za mohylu Čeng Chea. Ale po několika dnech, po pročtení zbytků epitafu, nankingští archeologové usoudili, že mohyla patřila dalšímu eunuchovi – admirálu Chung Paovi, který velel samostatné eskadře během sedmé Čeng Cheovy výpravy.

## Potomci

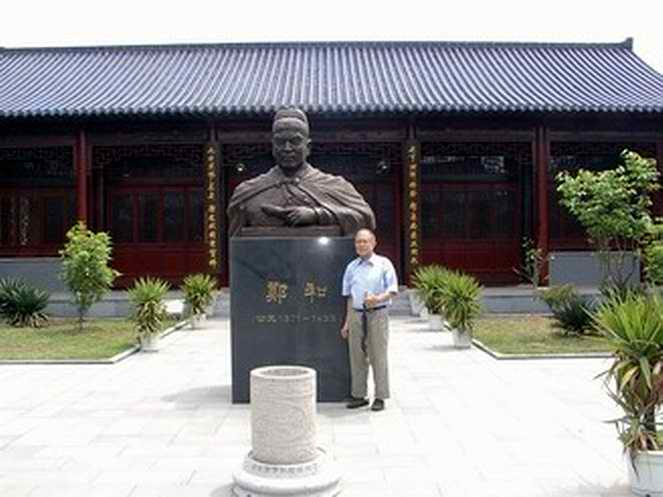
Peter Pang, potomek bratra Čeng Chea, před sochou svého vzdáleného příbuzného

Čeng Che byl od dětství eunuch, a proto neměl vlastní děti. Nicméně adoptoval jednoho ze svých příbuzných jménem Čeng Chao-čao, který, i když neměl možnost zdědit tituly svého adoptivního otce, alespoň zachoval jeho majetek. Proto do nynější doby existují lidé, považující se za „potomky“ Čeng Chea.

## Památka
Pro Číňany jsou plavby Čeng Chea jednou z epizod hrdinské minulosti země, demonstrující jak bývalou velikost Číny a její rané technologické úspěchy, tak i víceméně mírovou zahraniční politiku státu, kontrastující s kolonizátorskou politikou Evropanů. K šestistému výročí první plavby čínská televize CCTV natočila čtyřicetidílný seriál Čeng Che sia-si-jang o Čeng Cheovi a jeho plavbách.
Mnohé čínské obce Malajsie a Indonésie vidí v Čeng Cheovi a jeho blízkém spolupracovníkovi Wang Ťing-chungovi postavy otců-zakladatelů, prakticky svatých ochránců. K jejich poctě vystavěli chrámy a památníky.
Pro svůj rozsah, výjimečnost v čínské historii a vnější shodu s plavbami, které o několik desetiletí později započaly evropskou dobu velkých objevů, se výpravy Čeng Chea staly i za hranicemi Číny jednou z nejznámějších epizod čínské historie. Například roku 1997 časopis Life v seznamu sta lidí, kteří měli největší vliv na dějiny posledního tisíciletí, umístil Čeng Chea na 14. místo (dalšími Číňany v seznamu byli Mao Ce-tung, Ču Si a Cchao Süe-čchin).

## Spekulativní teorie
Britský autor Gavin Menzies v knize 1421: The Year the Chinese Discovered the World (2002; česky 2004 jako 1421: Rok, kdy Číňané objevili svět) představuje teorii, podle níž měli Čeng Cheovi podřízení na svých cestách doplout do Ameriky desítky let před Kolumbem, navštívili břehy Austrálie, obepluli Evropu a Asii severní mořskou cestou. Roku 2008 rozvinul svá tvrzení v díle 1434: The Year a Magnificent Chinese Fleet Sailed to Italy and Ignited the Renaissance (doslova 1434: Rok, kdy velkolepé čínské loďstvo připlulo do Itálie a podnítilo renesanci), jehož obsah je zřejmý z názvu. Historikové odmítají brát Menziesovy knihy vážně a kritizují jeho neprofesionální interpretaci pramenů i vyloženě fantastická tvrzení. Skupina historiků v čele s Geoffem Wadem z Národní univerzity v Singapuru (National University of Singapore), znepokojená šířením Menziesových tvrzení, založila web vyvracející tyto teorie.